# Chamaecrista roraimae
Chamaecrista roraimae är en ärtväxtart som först beskrevs av George Bentham, och fick sitt nu gällande namn av Henry Allan Gleason. Chamaecrista roraimae ingår i släktet Chamaecrista och familjen ärtväxter. Inga underarter finns listade i Catalogue of Life.